# Reithrodontomys brevirostris
Reithrodontomys brevirostris är en däggdjursart som beskrevs av Candice M. Goodwin 1943. Reithrodontomys brevirostris ingår i släktet skördemöss, och familjen hamsterartade gnagare. IUCN kategoriserar arten globalt som livskraftig. Inga underarter finns listade i Catalogue of Life.
Arten blir med svans 16 till 18 cm lång, svanslängden är 10 till 11,4 cm och vikten varierar mellan 11 och 15,5 g. Bakfötterna är 1,6 till 1,9 cm långa och öronen är 1,4 till 1,6 cm stora. Den långa och täta pälsen på ovansidan har en ockra till orangebrun färg. På toppen av bakfötterna förekommer ett trekantigt mörkt ställe.
Arten förekommer i Nicaragua och Costa Rica. Den vistas i bergstrakter mellan 1100 och 2300 meter över havet. Habitatet utgörs av molnskogar, andra städsegröna skogar och områden nära skogar. Reithrodontomys brevirostris besöker även odlade regioner. Upphittade honor var dräktiga med 3 eller 4 ungar.